# Rhinella crucifer
Rhinella crucifer es una especie de anfibios de la familia Bufonidae.
Se encuentra en Brasil.
Su hábitat natural incluye bosques secos tropicales o subtropicales, ríos, marismas intermitentes de agua dulce, jardines rurales y zonas previamente boscosas ahora muy degradadas.